# Выборы в Гренаде
Выборы в Гренаде определяют состав Палаты представителей Гренады на ближайшие пять лет.
Гренада избирает законодательный орган. Парламент состоит из двух палат. Палата представителей состоит из 15 членов, избираемых на пятилетний срок по одномандатным округам. В Гренаде действует двухпартийная система, что означает наличие двух доминирующих политических партий — Новой национальной партии и Национально-демократического конгресса.

## Последние выборы
| Партия                                             | Голоса | %     | Места | +/–   |
| -------------------------------------------------- | ------ | ----- | ----- | ----- |
| Новая национальная партия                          | 33 786 | 58,91 | 15    | 0     |
| Национально-демократический конгресс               | 23 243 | 40,53 | 0     | 0     |
| Гренадское прогрессивное движение                  | 87     | 0,15  | 0     | новая |
| Либеральная партия                                 | 49     | 0,09  | 0     | новая |
| Гренадская партия возрождения                      | 44     | 0,08  | 0     | 0     |
| Партия прогресса                                   | 42     | 0,07  | 0     | новая |
| Гренадское движение расширения прав и возможностей | 25     | 0.04  | 0     | новая |
| Объединённое патриотическое движение Гренады       | 10     | 0,02  | 0     | 0     |
| Независимые                                        | 68     | 0,10  | 0     | 0     |
| Недействительных/пустых бюллетеней                 | 267    | –     | –     | –     |
| Всего                                              | 57 621 | 100   | 15    | 0     |
| Зарегистрированных избирателей/Явка                | 78 236 | 73,65 | –     | –     |
| Источник:                                          |        |       |       |       |